# Disocactus eichlamii
A Disocactus eichlamii egy epifita kaktusz, mellyel kultúrában ritkán lehet találkozni.

## Elterjedése és élőhelye
Mexikó: Chiapas állam; Guatemala: Santa Rosa állam; 1000 m tengerszint feletti magasságig.

## Jellemzői
Tőből elágazó epifita, aminek hajtásrendszere legtöbbször lecsüngő. Elsődleges hajtásai laposak vagy háromélűek. Másodlagos hajtásainak töve hengeres: átmérőjük 4–8 mm, hosszuk 200–300 mm, szélességük 30–50 mm. A zöld hajtásokon  10–25 mm távolságban fejlődnek kopasz areolái. 60–70 mm hosszú, rózsaszínű virágai laterálisan nőnek a másodlagos hajtásokon; a 4 mm átmérőjű pericarpiumot 1 mm hosszú pikkelyek fedik. A virágtölcsér 25 mm hosszú, 3 mm átmérőjű. Szirmai világos rózsásvörösek (majdnem fehérek), kevéssé nyílnak ki. A 6–7 cm-re kinyúló porzószálak vörösek, a portokok fehérek. A bibe és a bibeszál rózsaszínű. Termése 10–15 mm átmérőjű, vöröses bogyó. Sötétbarna magjainak keresztmetszete 1,25×0,75 mm.

## Rokonsági viszonyai
Az Aporocactus subgenus tagja.